# Mianos
Mianos – gmina w Hiszpanii, w prowincji Saragossa, w Aragonii, o powierzchni 14,82 km². W 2011 roku gmina liczyła 40 mieszkańców.